# شهرستان تانگهه
شهرستان تانگهه (به لاتین: Tanghe County) یک شهرستان‌های جمهوری خلق چین در چین است که در استان هنان واقع شده‌است.